# Lepeophtheirus constrictus
Lepeophtheirus constrictus är en kräftdjursart som beskrevs av C. B. Wilson 1908. Lepeophtheirus constrictus ingår i släktet Lepeophtheirus och familjen Caligidae. Inga underarter finns listade i Catalogue of Life.